# Centrocerum exornatum
Centrocerum exornatum là một loài bọ cánh cứng trong họ Cerambycidae.